# Чочиев, Резо Михайлович
Резо Михайлович Чочиев (осет. Цоциты Резо, 20 июня 1906 года, село Отреу, Тифлисская губерния, Российская империя — 1983 года, Цхинвал, Юго-Осетинская автономная область, Грузинская ССР) — юго-осетинский советский писатель, драматург и переводчик.

## Биография
Родился 20 июня 1906 года в бедной крестьянской семье в селе Отреу, Тифлисская губерния. С раннего детства занимался батрачеством. Работал пастухом. В девятилетнем возрасте поступил в первый класс местной школы, где проучился всего лишь год и из-за трудного материального положения семьи оставил учёбу и снова стал работать пастухом. С 1917 года устроился на работу учеником сапожника. В 1920 году семья Резо Чочиева из-за военных действий во время юго-осетинского восстания бежала в Северную Осетию. Проживали в Ардоне. В 1920 году погиб глава семейства и Резо Чочиев вместе с матерью возвратился в 1921 году в родное село, где он снова стал пасти скот. В 1926 году устроился учеником наборщика в типографию в Цхинвале. С этого же времени участвовал в комсомольской деятельности. В 1927 году был избран секретарём Цхинвальского райкома ВЛКСМ и ответственным секретарём редакции газеты «Ленинон». В 1928 году был назначен редактором газеты «Ленинон».
В 1930 году по комсомольской путёвке отправился на учёбу в Московский институт журналистики при ЦК КПСС. После окончания института возвратился в Цхинвал и продолжил работать редактором газеты «Ленинон». С 1937 года по 1949 год был заместителем газеты «Коммунист» и редактором литературного журнала «Фидиуæг».
В 1930 году написал свой первый рассказ «Уæг дуг æндæр» (Ваше время иное). В 1938 году издал свою первую книгу «Балц Дагъыстанмæ» (Путешествие в Дагестан).
В 1938 году выступил против перевода осетинского языка на грузинскую графику, за что его исключили из партии. В одном из номеров журнала «Фидиуæг» написал статью о осетинском писателе Арсене Коцоеве, за что был отстранён от должности главного редактора, после чего перебрался в Северную Осетию.
В 50-х годах XX столетия возвратился в Южную Осетию и работал директором Дома народного творчества в Цхинвале и старшим редактором Госиздата Южной Осетии.
Написал пьесы «Хæхты тох» (Борьба гор) и «Нæ уынджы бæрæгон» (Праздник на нашей улице), комедию «Комулæфт» (Дыхание гор) и драму «Хурыскасты размæ» (Перед восходом солнца), которые были поставлены на сценах Юго-Осетинского и Северо-Осетинского драматических театров.
Занимался переводами на осетинский язык произведения Антона Чехова, Льва Толстого и Ивана Франко.
Скончался в 1983 году в Цхинвале.